# Distretto di Roven'ky
Il distretto di Roven'ky (in ucraino Ровеньківський район?, Roven'kivs'kij rajon; in russo Ровеньковский район?, Roven'kovskij rajon) è uno dei tre distretti amministrativi in cui è divisa la città di Roven'ky. L'area del rajon è controllata dalla Repubblica Popolare di Lugansk, che continua a utilizzare le vecchie divisioni amministrative dell'Ucraina precedenti al 2020.